# Partido Nacional (Costa Rica)
El Partido Nacional fue un partido político costarricense formado por grupos liberales para las elecciones legislativas de medio período de 1892, que se alió con los partidarios del gobierno del Presidente José Rodríguez Zeledón para derrotar a la Unión Católica; sin embargo, pocos meses después el gobernante disolvió el Congreso.
En 1905 resurgió el Partido Nacional, alrededor de la candidatura presidencial de Cleto González Víquez para las elecciones de 1905-1906. En las elecciones de primer grado obtuvo mayoría relativa, y en las de segundo mayoría absoluta, como resultado de la suspensión de las garantías individuales y la expulsión del país de otros candidatos por el presidente Ascensión Esquivel Ibarra. Aunque eligió un considerable número de Diputados, no llegó a tener mayoría en el Congreso, lo cual dificultó la gestión presidencial de González Víquez, quien posteriormente se trasladaría al Partido Unión Nacional.
Fue una agrupación eminentemente personalista, de ideología liberal difusa.
Para las elecciones de 1909-1910 se consideró la posibilidad de postular la candidatura del Doctor Pánfilo Valverde Carranza, pero esta idea no llegó a materializarse y el Partido Nacional no participó en los comicios presidenciales.
En 1913 parte de los elementos del Partido Nacional se reagruparon en el Partido Unión Nacional, que postuló la candidatura presidencial de Carlos Durán Cartín y eligió numerosos diputados, pero la agrupación virtualmente desapareció después del golpe militar de 1917. El nombre de Partido Nacional resucitó en las elecciones de 1936 con la candidatura de Octavio Béeche Argüello, quien fue vencido por León Cortés Castro. Al concluir el período de los diputados del Partido elegidos para el cuatrienio 1936-1940, el Partido Nacional desapareció.